# Мінеральна сировина будівельних матеріалів
Мінера́льна сировина́ будіве́льних матеріа́лів (рос. строительных материалов минеральное сырье, англ. mineral raw materials for building materials, нім. Minelrohstoffe m pl für Baustoffe m pl) — різноманітні гірські породи, що їх видобувають для виробництва будівельних матеріалів або виробів.
У будівництві використовують природний стіновий камінь (туф, вапняки), будівельний камінь (міцні осадові, магматичні та метаморфічні породи). Інші породи є сировиною для виробництва цементу, цегли, черепиці, скла, легких наповнювачів бетонів тощо.
Україна повністю забезпечена власними мінеральними ресурсами будівельних матеріалів. Граніти, габро, лабрадорити родовищ України експортуються. В Україні є значні запаси в'яжучої та цегельно-черепичної мінеральної сировини. Як мінеральну сировину будівельних матеріалів використовують також розкривні породи родовищ та продукти збагачення руд і вугілля.
Мінеральна вата - це волокнистий матеріал, який одержують із гірських порід, металургійних шлаків і їхніх сумішей. Провідні виробники мінераловатної продукції використовують винятково гірські породи, що дозволяє одержувати мінеральну вату високої якості із тривалим строком експлуатації. Саме такий матеріал рекомендується застосовувати для важливих конструкцій - у випадку, коли потрібно багаторічна надійна робота споруд. Мінеральна вата, отримана з доменних шлаків, не має достатню довговічність в умовах знакозмінних температур, підвищеної вологості, дії високих навантажень і деформацій. Її застосування виправдане в дачному будівництві, при зведенні тимчасових споруд і для конструкцій, у яких легко виконуються ремонтні роботи.